# Атлетика на Летњим параолимпијским играма 2016 — 400 метара за мушкарце T20
Трка на 400 метара у класи 20 за мушкарце, била је једна од 29 дисциплина атлетског програма на Летњим параолимпијским играма 2016. у Рио де Жанеиру, Бразил. Такмичење је одржано 8. и 9. септембра на Олимпијском стадиону Жоао Авеланж.

## Земље учеснице
Учествовало је 13 такмичара из 10 земаља.
1. Бразил (1)
2. Венецуела (2)
3. Зеленортска Острва (1)
4. Еквадор (2)
5. Италија (1)
6. Малезија (1)
7. Пољска (1)
8. САД (1)
9. Француска (1)
10. Шпанија (2)

## Рекорди пре почетка такмичења
(стање 8. септембра 2016.)
| Рекорди пре почетка Параолимпијских игара 2016.     | Рекорди пре почетка Параолимпијских игара 2016. | Рекорди пре почетка Параолимпијских игара 2016. | Рекорди пре почетка Параолимпијских игара 2016. | Рекорди пре почетка Параолимпијских игара 2016. | Рекорди пре почетка Параолимпијских игара 2016. |
| --------------------------------------------------- | ----------------------------------------------- | ----------------------------------------------- | ----------------------------------------------- | ----------------------------------------------- | ----------------------------------------------- |
| Светски рекорд                                      | 47,78                                           | Данијел Мартин                                  | Бразил                                          | Рио де Жанеиро, Бразил                          | 20. мај 2016.                                   |
| Рекорди после завршених Параолимпијских игара 2016. |                                                 |                                                 |                                                 |                                                 |                                                 |
| Параолимпијски рекорд                               | 48,43                                           | Луис Артуро Паива                               | Венецуела                                       | Рио де Жанеиро, Бразил                          | 8. септембар 2016.                              |
| Светски рекорд                                      | 47,22                                           | Данијел Мартин                                  | Бразил                                          | Рио де Жанеиро, Бразил                          | 9. септембар 2016.                              |
| Параолимпијски рекорд                               | 47,22                                           | Данијел Мартин                                  | Бразил                                          | Рио де Жанеиро, Бразил                          | 9. септембар 2016.                              |

## Сатница
| Датум              | Време | Ниво               |
| ------------------ | ----- | ------------------ |
| 8. септембар 2016. | 18:13 | Квалификације (Г1) |
| 8. септембар 2016. | 18:21 | Квалификације (Г2) |
| 9. септембар 2016. | 11:20 | Финале             |

Сва времена су по локалном времену (UTC+3)

## Освајачи медаља
|                         |                               |                                                |
| Данијел Мартин · Бразил | Луис Артуро Паива · Венецуела | Грацелино Таварес Барбоса · Зеленортска Острва |

## Резултати

### Квалификације
Квалификације су одржане 8.9.2016. годину у 18:13 и 18:21. Такмичари су биле подељени у две групе. У финале су се пласирали прва 3 такмичара из сваке групе и 2 на основу резултата.,,
| Пласман | Група | Атлетичар                  | Земља              | Класа | ЛР    | ЛРС   | Резултат | Белешка    |
| ------- | ----- | -------------------------- | ------------------ | ----- | ----- | ----- | -------- | ---------- |
| 1.      | 2     | Луис Артуро Паива          | Венецуела          | Т20   | 48,54 | 49,09 | 48,43    | КВ, ПР, ЛР |
| 2.      | 1     | Данијел Мартин             | Бразил             | Т20   | 47,78 | 47,78 | 49,01    |            |
| 3.      | 1     | Грацелино Таварес Барбоса  | Зеленортска Острва | Т20   | 49,67 | 49,67 | 48,77    | КВ, РР, ЛР |
| 4.      | 2     | Massianga Rodrigue         | Француска          | Т20   | 48,65 | 48,65 | 49,20    | КВ         |
| 5.      | 2     | Делибер Родригез Рамирез   | Шпанија            | Т20   | 49,62 | 49,86 | 49,37    | КВ, ЛР     |
| 6.      | 1     | Дионибел Родригез Родригез | Шпанија            | Т20   | 49,33 | 49,33 | 49,70    | КВ         |
| 7.      | 2     | Руд Лорен Фловани Коутики  | Италија            | Т20   | 49,73 | 50,99 | 51,53    | кв         |
| 8.      | 1     | Damian Carcelen            | Еквадор            | Т20   | 51,40 | 51,58 | 51,68    | кв         |
| 9.      | 1     | Нашарудин Мохд             | Малезија           | Т20   | 49,65 | 50,30 | 51,75    |            |
| 10.     | 1     | Данијел Пек                | Пољска             | Т20   | 51,24 | 52,20 | 52,43    |            |
| 11.     | 2     | Рони Маурицио Сантос Иза   | Еквадор            | Т20   | 51,39 | 51,49 | 54,41    |            |
|         | 2     | Ти Грифин                  | САД                | Т20   | 50,15 | 50,15 | Диск.    | чл. 18.5   |
|         | 1     | Едисон Пирела              | Венецуела          | Т20   | 48,50 | 50,17 | Диск.    | чл. 18.5   |

### Финале
Такмичење је одржано 9.9.2016. годину у 11:20,,
| Пласман | Атлетичар                  | Земља                | Класа | Резултат | Белешка    |
| ------- | -------------------------- | -------------------- | ----- | -------- | ---------- |
|         | Данијел Мартин             | Бразил               | Т20   | 47,22    | СР, ПР, ЛР |
|         | Луис Артуро Паива          | Венецуела            | Т20   | 47,83    | ЛР         |
|         | Грацелино Таварес Барбоса  | Зеленортска Острва   | Т20   | 48,55    | РР, ЛР     |
| 4.      | Дионибел Родригез Родригез | Шпанија              | Т20   | 49,46    |            |
| 5.      | Делибер Родригез Рамирез   | Шпанија              | Т20   | 49,56    |            |
| 6.      | Massianga Rodrigue         | Француска            | Т20   | 49,71    |            |
| 7.      | Руд Лорен Фловани Коутики  | Уједињено Краљевство | Т20   | 51,14    |            |
| 8.      | Damian Carcelen            | Еквадор              | Т20   | 51,80    |            |